# Rhipidia (Rhipidia) breviramosa tovarensis
Rhipidia (Rhipidia) breviramosa tovarensis is een ondersoort van de tweevleugelige Rhipidia (Rhipidia) breviramosa uit de familie steltmuggen (Limoniidae). De ondersoort komt voor in het Neotropisch gebied.